# Jacek Jarzyna
Jacek Jarzyna (ur. 2 lutego 1969) – polski aktor, reżyser teatralny oraz dubbingowy, a także producent i lektor telewizyjny. W 1992 roku ukończył studia na PWST w Warszawie. Aktor jest związany z wieloma teatrami w Warszawie.

## Filmografia
- 2000: Świąteczna przygoda – Pan Walizeczka
- 1999: Tydzień z życia mężczyzny
- 1999: Kiler-ów 2-óch – Dziennikarz
- 1997: Kiler – Dziennikarz
- 1992: Wszystko, co najważniejsze

## Polski dubbing
- 2015: Wiedźmin 3 - Kaleb Menge
- 2013: The Last of Us - Bill
- 2012: Księżniczka Lillifee
- 2012: Risen 2: Mroczne wody
- 2011: Uncharted 3: Oszustwo Drake’a – Agent
- 2011: Powodzenia, Charlie: Szerokiej drogi – Bob
- 2011: Gwiezdne wojny: część V - Imperium kontratakuje
- 2011: Niesławny: Infamous 2 – Elektryk
- 2011: Delfin Plum – Plusk
- 2011: Killzone 3 – Helghast
- 2011: Rage – Szeryf Black
- 2010-: Powodzenia, Charlie! – Bob
- 2010-: Ja w kapeli – Dyrektor Korneliusz
- 2010: Tron: Evolution – System Monitor/Sentry
- 2010: Heavy Rain – Norman Jayden
- 2009: Góra Czarownic
- 2008: Niezwykła piątka na tropie
- 2008: Age of Conan: Hyborian Adventures – Cang Jei

### Reżyseria dubbingu
- 2013: Beyond: Dwie dusze
- 2012: Księżniczka Lillifee
- 2012: Risen 2: Mroczne wody